# Haus der Keramik Terra Rossa

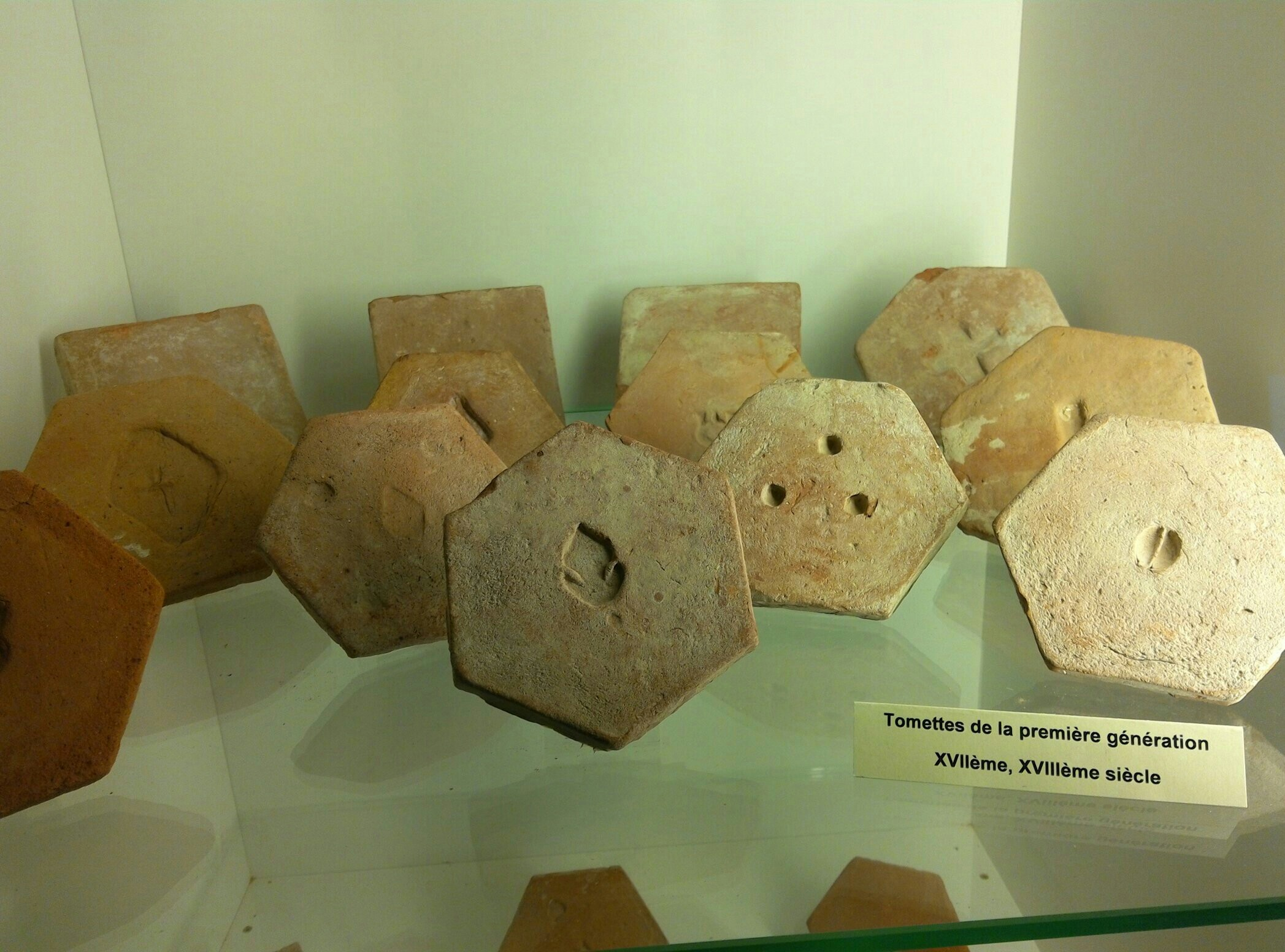
Unterseite mit Herstellersignet

Das Haus der Keramik Terra Rossa (französisch Terra Rossa Maison de la Céramique) ist ein Museum, das sich der jahrtausendealten Tradition der Tonwaren-Herstellung widmet. Es wurde in den 2000er-Jahren um eine aufgegebene Keramikfliesen-Fabrik mit ihren Öfen herum vom Architekten Jean-Michel Wilmotte erbaut. Neben der Dokumentation der einzelnen Produktionsschritte ist zusätzlich eine Fläche von 3800 qm für die Ausstellung zeitgenössischer Künstler reserviert. Das Museum ist im Besitz der Stadt Salernes und in den Sommermonaten April bis Oktober für die Öffentlichkeit zugänglich.
Archäologische Funde in dieser Region Provence-Alpes-Côte d’Azur von Jean Courtin (* 1936) und anderer Archäologen bezeugen, dass hier bereits seit 7000 Jahren Ton für Alltagsgegenstände wie Töpfe, Amphoren usw. gebrannt wird. Ihm ist der Nachweis zu verdanken, dass das Maison Terra Rossa die ältesten in Westeuropa bekannten Preziosen ausstellen kann, die vor Ort gefunden wurden. Die Aufbewahrung von Lebensmitteln ist ein Teil der Kulturgeschichte. In der Region sind mehrere Fabriken für Technische Keramik und Keramikkünstler weiterhin aktiv. Ihre Zahl wird mit 10 Fabriken und etwa 20 selbständigen Keramikdesignern angegeben. Die Gemeinde versteht ihre Prägung durch die Tradition dieser alten Handwerkskunst. Die Fabrik selbst verlor ihre attraktiven Absatzwege durch die Zerstörung der Bahnstrecke Meyrargues–Nizza während des Zweiten Weltkriegs und schloss ihre Produktionsstätte in den 1960er Jahren.

## Bauwerk
Das Gebäude liegt südlich des Zentrums von Salernes an der Ausgangstrasse D 31 nach Entrecasteaux. Diese wird durch die Bresque vom Gebäudeensemble getrennt, die vor der Elektrifizierung für den Antrieb der Maschinen gesorgt hat. Der langgestreckte, zweigeschossige Baukörper ist aus Naturstein errichtet und größtenteils verputzt.
Ein Raum des Museums ist André Taxil (1897–1977) gewidmet, der laut Informationsblatt des Museums als Salerner Apotheker und leidenschaftlicher Forscher der Archäologe tätig war. Die Fédération historique de Provence bezeichnet ihn 1985 als Prähistoriker am Archäologischen Dokumentationszentrum Var. Ihm sind die ersten Grabungen zu verdanken. Er fand 1948 die erste prähistorische Tonscherbe in einer bis dahin unentdeckten Höhle (okzitanisch Beaume), der Beaume Fontbregoua in Quinson. Weitere, wie beispielsweise das Fragment einer Kopfstele mit Fischgrätmuster, die er 1954 in einer prähistorischen Höhlensiedlung zwischen Salernes und Villecroze entdeckte, kamen hinzu. Seine Ausgrabungen in Saint-Pierre, Gemeinde Tourtour ließen auf eine intensive Besiedlung der Stätte während einer mittelneolithischen Episode bis zum Ende der Bronzezeit schließen. Taxils Bemühen ist es auch zu verdanken, dass Jean Courtin ab 1970 vor Ort war.

## Produktion
Für die Produktion sind neben dem Ton weiterhin Wasser, Brennholz und ein Brennofen notwendig. Wasser und Holz sind an diesem Standort reichlich vorhanden. Der Ofen besteht im Wesentlichen aus drei Teilen: der Feuerkammer, der Brennkammer und einem Pigeonnier genannten Element, mit dem der Brennkammer Frischluft zugeführt wird, um die Temperatur zu erhöhen. In der Feuerkammer findet der Verbrennprozess des Holzes statt, in der Brennkammer ist das Brenngut angeordnet. Ohne diesen Pigeonnier, der das Aussehen von Taubennestern hat, käme die Temperatur kaum auf 800° Celsius, benötigt werden aber 900 bis 1100°, für Porzellan oder Steingut gar 1200 bis 1350 °C.
Gezeigt werden auch die Produktionsschritte vor dem Brennen, insbesondere das Waschen (Säubern) des Tons, das Absetzbecken und die Lagerung der Tonballen, das Aufbereiten, Mischen, Schneiden und Trocknen. Nach dem Brennen gibt es einen Bereich für die Abkühlung, das Kalibrieren und den Versand. Ein Brennvorgang dauerte mehrere Tage, der Gesamtprozess insgesamt 40 Tage. Um effektiv arbeiten zu können, wurden zwei Öfen parallel betrieben.

## Sammlungen und Ausstellungen
Das Museum beherbergt mit der Keramiksammlung von Benoît Faÿ einen besonderen Schatz, die in Europa einzigartig ist. Insgesamt werden etwa 2000 Fliesen ausgestellt, wobei Dekore, Materialien und Formen aus mehreren Jahrhunderten gezeigt werden. Die Sammlung gibt damit einen umfassenden Überblick über diesen Aspekt europäischer Kulturgeschichte.
Über das Jahr wird in einem weiteren Teil des Museums zeitgenössischen Künstlern Gelegenheit geben, ihre Werke zu präsentieren. Meist handelt es sich dabei um Interpretationen dreidimensionaler Objekte, teils mit Gebrauchswert, größtenteils dekorativen Charakters. Darüber hinaus findet dort seit 2011 regelmäßig die Biennale de la céramique de Salernes statt.